# Charlotte (Tennessee)
Charlotte település az Amerikai Egyesült Államok Tennessee államában, Dickson megyében, melynek megyeszékhelye is. Lakosainak száma 1656 fő (2020. április 1.).

## Népesség
A település népességének változása:

| 2010 | 1 235 |
| 2020 | 1 656 |